# Pupieno
Marco Clódio Pupieno Máximo (em latim: Marcus Clodius Pupienus Maximus; c. 168 – 29 de julho de 238) foi imperador romano por poucos meses em 238 com Balbino.

## Vida
Pupieno deve ter nascido cerca de 178, uma vez que tinha cerca de 60 anos em 238. Se sabe que adveio de família com fortes laços com os mais ricos de Atenas e teve três filhos: Tibério Clódio Mário Pupieno Máximo, Pupiena Sêxtia Paulina Cetégila e Mário Pupieno Africano. Começou sua carreira como primipilo (centurião chefe) e então ascendeu a tribuno militar, pretor, procônsul da Bitínia, Acaia e Narbonense e legado da Germânia Inferior ou Superior. Se sabe que foi vitorioso contra sármatas e germanos e que foi cônsul duas vezes, a primeira quiçá em 207 e a segunda em 234, quando também foi prefeito urbano de Roma. Herodiano relata que foi conhecido por sua severidade quando prefeito, mas que foi popular quando governou a Germânia.
Em 22 de abril de 238, após a revolta de Gordiano I e Gordiano II findar na África, o senado o fez imperador com Balbino. Eles, antes disso, compuseram um comitê emergencial para decidir medidas à invasão da Itália pelo legítimo Maximino Trácio (r. 235–238). Com o espalhar da notícia em Roma, uma multidão plebeia se reuniu em revolta, quiçá por instigação dos partidários dos Gordianos, exigindo que um parente dos falecidos fosse eleito imperador. Pupieno e Balbino tentaram atravessar a massa com ajuda de alguns equestres, mas foram alvejados por pedras e paus e se viram obrigados a nomear como César o futuro Gordiano III (r. 238–244). Ao apaziguarem os ânimos, se dedicaram ao perigo iminente. Decidiram que Balbino ficaria em Roma, enquanto Pupieno, por ter conexões e ser mais experiente militarmente, partiu a Ravena, onde chegou no final de abril ou início de maio, e reuniu tropas germânicas.
Em 24 de junho, Maximino e seu filho foram mortos e decapitados pelas tropas diante de Aquileia, a qual estavam sitiando, e Pupieno entrou na cidade em triunfo sem sequer ter lutado. Sua primeira medida foi pagar substancial donativo às tropas do morto para mantê-las quietas. Então retornou a Roma para estabelecer as bases de seu governo, mas encontrou uma cidade convulsionada pela guerra civil entre os plebeus liderados pelos Gordianos e os soldados. Com sua chegada, a situação se acalmou, mas a desconfiança mútua entre os imperadores empatou o governo. A guarda pretoriana, por não ter apoiado a nomeação deles e temendo que seria substituída pela guarda germânica de Pupieno, arquitetou um golpe de Estado. Em 29 de julho, ciente do perigo, pediu a Balbino que convocasse a guarda germânica, mas o último achou que se tratava de um esquema para assassiná-lo, e se recusou. Aproveitando a subsequente discussão dos dois, a guarda invadiu o palácio imperial, os capturou-os e levou a seu acampamento, onde foram picados com golpes de espada, enquanto Gordiano foi proclamado imperador único. Se sabe que por essa época, Pupieno pretendia fazer uma expedição contra o Império Sassânida da Pérsia.